# Richard Potter (homme politique britannique)
Richard Potter (1778-1842) est un député libéral radical non-conformiste de Wigan et un membre fondateur du Little Circle qui joue un rôle clé dans l'obtention de la Reform Act 1832.

## Jeunesse
Cinquième et plus jeune fils de John Potter (1728-1802), Richard Potter est né le 31 janvier 1778 à Tadcaster, dans le Yorkshire et il est décédé le 13 juillet 1842 à Penzance, en Cornouailles.
Son père, John Potter, est né le 7 décembre 1728 à Tadcaster et y est décédé le 28 novembre 1802. Il est enterré dans la tombe 40655 à l'église St Mary the Virgin à Tadcaster. Il travaille comme compagnon à Londres et à la mort de son père, également John Potter né en 1691, le 16 juin 1758, et de sa mère, Anne, le 2 mai 1762, il hérite de leur boutique de draperie à Tadcaster. Il prend une ferme à Wighill où il vend des moutons et de la laine .
William et Richard Potter ouvrent un entrepôt à Manchester au 5 Cannon Street, et quelques mois plus tard, ils sont rejoints par Thomas. La société William, Thomas et Richard Potter est fondée le 1er janvier 1803. William se retire de l'entreprise en 1806.

## Premier Little cercle
La famille Potter comprend de riches unitariens qui sont membres de la Cross Street Chapel et de la Portico Library et se soucient du bien-être des pauvres. Thomas et Richard Potter s'inquiètent de la représentation injuste du peuple au parlement dans les villes industrialisées en expansion rapide telles que Birmingham, Leeds, Manchester et Salford à l'époque victorienne et décident de former un groupe pour promouvoir le changement.
En 1815, le premier Little Circle est formé, autour d'un noyau de membres de la Cross Street Chapel qui sont influencés par les idées de Jeremy Bentham et Joseph Priestley. Les membres fondateurs comprennent John Edward Taylor (marchand de coton), Joseph Brotherton (un ministre non-conformiste et pionnier végétarien), Thomas Preston et Thomas et Richard Potter . Les réunions ont lieu dans une pièce à l'arrière de la maison de comptage de Potters' Cannon Street, généralement connue sous le nom de "parloir de complot", et ses membres principaux sont unitariens. Le membre du groupe Archibald Prentice (en) (plus tard rédacteur en chef du Manchester Times) les appellent le « petit cercle ». Les autres membres sont John Shuttleworth (industriel et réformateur municipal); Absalom Watkin (en) (réformateur parlementaire et militant anti-corn law) ; et William Cowdroy Jnr (éditeur de la Manchester Gazette).
Après que les membres du groupe aient été témoins du massacre de Peterloo en 1819 et de la fermeture du Manchester Observer libéral par des poursuites policières successives  il décide que le moment est venu de faire avancer son programme libéral. En 1820, Brotherton, Shuttleworth et Thomas Potter fondent la Chambre de commerce de Manchester. L'année suivante, le groupe soutient John Edward Taylor dans la fondation du journal libéral le Manchester Guardian auquel ils ont tous contribué. Publié seulement une fois par semaine, Taylor continue à diriger le journal jusqu'à sa mort ,,.
Alors que Richard se consacre presque exclusivement aux mouvements politiques et aux réformes, devenant député de Wigan en 1830, son frère Thomas est laissé plus ou moins seul à la gestion de l'entrepôt, qui devient la plus grande entreprise de ce type à Manchester .

## Deuxième Little cercle
En 1821, 12 marchands se rencontrent dans le "salon de complot" de Thomas et Richard Potter à Cannon Street, et lancent un fonds pour soutenir le Manchester Guardian ,. Sept sont Unitariens, dont cinq de la Cross Street Chapel : Thomas et Richard Potter ; Abasolm Watkin ; Mark Philips (homme politique) (en), John Shuttleworth, John Benjamin Smith (en) et les frères Edward et William Baxter (tous marchands de coton) ; Fenton Atkinson (éminent avocat de Manchester); Guillaume Harvey ; John Edward Taylor .
Le groupe soutient discrètement les questions de réforme sociale : Taylor échappe à un procès pour diffamation ; Shuttleworth organise la défense des réformateurs plébéiens accusés d'avoir prêté un serment illégal . Le groupe propose initialement que les sièges des arrondissements pourris reconnus coupables de corruption électorale flagrante soient transférés aux villes industrielles, citant et ciblant plus tard des exemples d'arrondissements, notamment Penryn et East Retford. Mais lorsque le Parlement refuse d'agir, en 1831, Absalom Watkin est chargé de rédiger une pétition demandant au gouvernement d'accorder à Manchester deux députés. En conséquence, le Parlement adopte la Reform Act 1832, et le groupe donne à Manchester ses deux premiers députés post-réforme : Mark Philips et Charles Poulett Thomson . Richard est élu député de Wigan en 1832, occupant le siège jusqu'en 1839.
Il est remplacé par William Ewart (homme politique britannique) du parti radical. Il part à Gloucester, où il est battu à l'investiture pour représenter le parti Whig dans la circonscription de Maurice Berkeley (1er baron FitzHardinge).

## Vie privée
Potter épouse Mary Seddon, fille de William Seddon, le 25 septembre 1814. Ils ont cinq enfants, dont un fils Richard Potter (homme d'affaires) (en) (1817-1892) qui devient président du Great Western Railway et président du Grand Trunk Railway, Canada; et une fille Sarah Anne (1822-1846) qui épouse Talavera Vernon Anson (en), officier de la Royal Navy, et a deux fils.
Richard Potter est décédé en juillet 1842, à l'âge de 64 ans à Penzance, en Cornouailles .